# Àcid manoaic
L'àcid manoaic, de nom sistemàtic àcid (E)-11-ciclopent-2-en-1-ilundec-6-enoic, és un àcid carboxílic de cadena lineal amb quinze àtoms de carboni, un doble enllaç entre els carbonis 6 i 7 i té enllaçat al carboni 11 un grup 2-ciclopen-1-il, la qual fórmula molecular és {\displaystyle {\ce {C16H26O2}}}. En bioquímica és considerat un àcid gras rar que només es troba en algunes plantes de la família de les acariàcies.

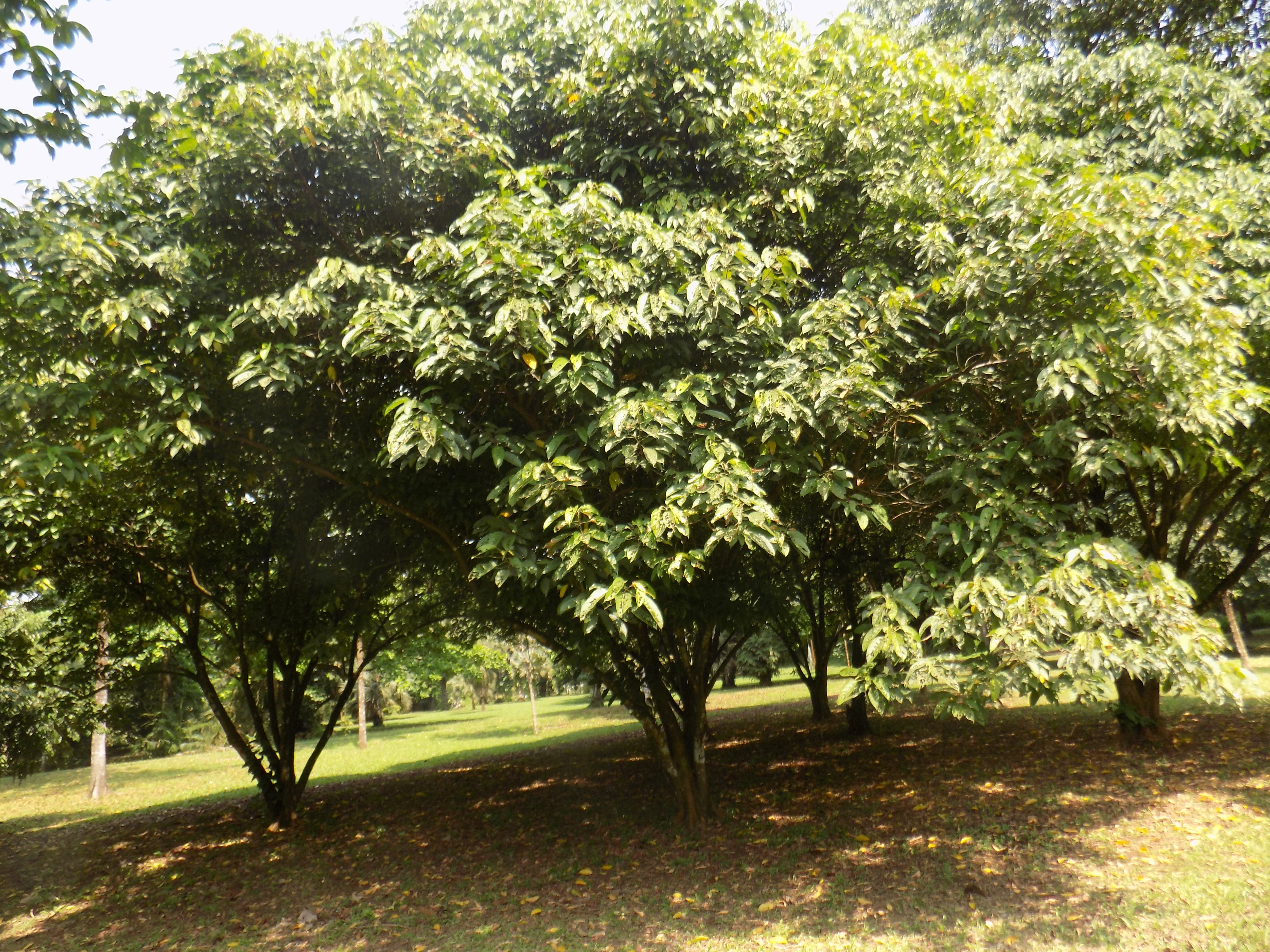
Caloncoba glauca

Fou aïllat per primera vegada el 1974 per Friedrich Spener i Helmut K. Mangold de les llavors de Caloncoba echinata. L'anomenaren àcid maoanic a partir del nom de la vall Manoa, a l'illa de Oahu, Hawaii, d'on s'obtingueren les plantes pel seu estudi, i del sufix -ic característic dels àcids.